# Георгий Макропедий
Георгий Макропедий (лат. Georgius Macropedius, при рождении Йорис ван Ланквелт (нидерл. Joris van Lanckvelt); 1487—1558) — нидерландский гуманист, писатель и педагог.

## Биография
Йорис ван Ланквелт родился в 1487 году (предположительно 23 апреля) в городе Гемерт (в современной провинции Северный Брабант). О его юности не сохранилось почти никаких сведений. После нескольких лет посещения Гемертской церковной школы, где он обучился чтению, письму, пению и наверняка азам латыни, в 9-летнем возрасте он отправился в город Хертогенбос для продолжения своего обучения в латинской школе. Там он жил в одном из домов братьев общинной жизни, приверженцев Просвещения. В 1502 году, в возрасте 15 лет, Йорис ван Ланквелт стал членом объединения общинных братьев. Там он готовился к службе священником и учительствованию. Через десять лет его посвятили в священнослужители, и он начал свою практику работы учителем в латинской школе Хертогенбоса. В эти годы (1506—1510) он уже начал писать учебники латинского языка и пьесы на латыни. Первые черновики его пьесы «Азот» (Блудный сын) датируются этим периодом. Он взял себе классическое имя, как это было принято среди гуманистов. Имени Йорис соответствует греческое Георгий, а ван Ланквелт было преобразовано в Макропедий.
Приблизительно в 1524 году он был назначен ректором школы святого Херувима в город Льеж. Вместе с некоторыми другими учителями он приложил все усилия для процветания этой школы. В 1527 году Макропедий вернулся в Хертогенбос, а ближе к концу 1530 году снова переехал в Утрехт (в те времена этот город считался самым крупным на севере Нидерландов). Там он преподавал греческий язык и латынь, предположительно даже и древнееврейский язык, стихосложение, ораторское искусство, математику и теорию музыки. Каждый год он сочинял текст школьной песни и помимо этого обеспечивал музыкальное сопровождение к ней. Кроме того, здесь он написал большинство своих учебников по латинскому языку и пьес, которые в дальнейшем были опубликованы не только в Хертогенбосе, но и таких городах как Антверпен, Базель, Франкфурт, Кёльн, Лондон и другие.

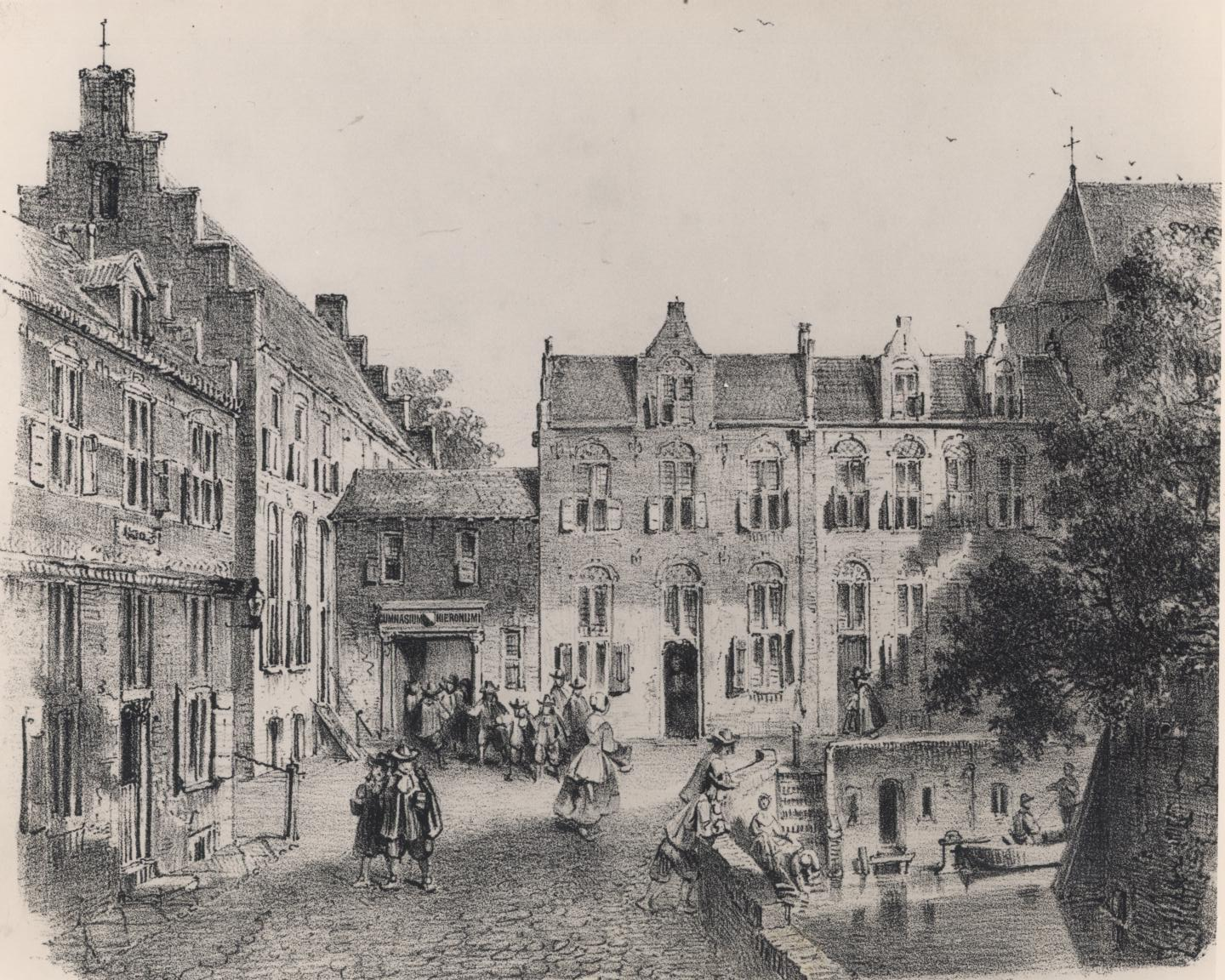
Школа святого Херувима в Утрехте (в XVII веке).

В 1552—1554 годах пьесы Макропедия были переизданы, доработаны, к ним была написана музыка. Это двухтомное издание было выпущено в Утрехте и называлось «Omnes Georgii Macropedii Fabulae Comicae». После чего Макропедий издал только одну пьесу под названием «Jesus Scholasticus».
В 1557—1558 годах, достигнув семидесятилетнего возраста, он вышел на пенсию с должности ректора утрехтской школы святого Херувима. Покинув город, он вернулся в Брабант.
Макропедий умер в июле 1558 от чумы во время эпидемии, находясь в доме братьев общины в Хертогенбосе. Похоронен в здании церкви Фратерскерк. После его смерти благодарные ученики воздвигли для него там гробницу. Гробница и роспись на ней, как и сама церковь, не сохранились.

## Работы

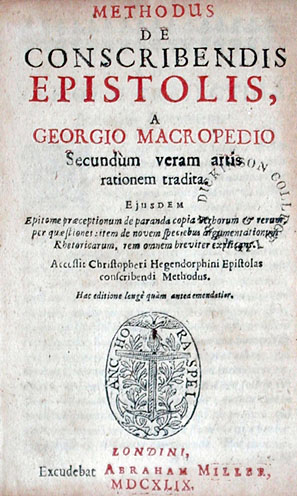
Последнее издание Epistolica, Лондон 1649, по истечении 106 лет с момента появления первого издания! Дикинсон Колледж, Филадельфия США.

Макропедий опубликовал десятки учебников, среди которых числится знаменитая Epistolica (1543), книга об искусстве написания писем и риторики. Она впервые была издана в 1543 в Антверпене. Впоследствии в таких городах как Базель, Диллинген, Франкфурт-на-Майне, Хертогенбос, Кёльн и Лейден её издавали под названием Methodus de Conscribendis Epistolis. В то время книга стала учебником во многих школах Нидерландов, Германии и Англии. Истории известны 36 её самостоятельных изданий. В 1576 г. появились и английские издания. Безусловно, и Шекспир, друг и соотечественник, который работал над очередным Лондонским изданием этой книги, ознакомился с ней, а также книгоиздатель Ричард Филд, у которого жил Макропедий, сделал возможным выпуск первого издания книги. Последнее издание этого учебника датируется 1649 (Лондон), через 160 лет с момента появления первого издания.
Учебники, написанные Макропедием, свидетельствуют о том, что он был великим гуманистом и верным наследником идей Эразма Роттердамского. Он знал все о семи свободных искусствах и трех языках (латынь, греческий и древнееврейский). Он хорошо был знаком с латинской и греческой литературой, с Библией и с богословской литературой. Многочисленные переиздания его работ в Нидерландах, Германии, Франции и Англии свидетельствуют о том, что деятельность Макропедия была на высоком счёту у его современников, а также у последующего им поколения гуманистов. Своими учебниками и стремлением к развитию образования как системы Макропедий внес большой вклад в успешное становление гуманистической системы образования в первой половине XVI века. Он неустанно способствовал продвижению греческого языка. И все это не только с целью сделать Библию доступной для чтения, но и с целью изучения классических греческих авторов.

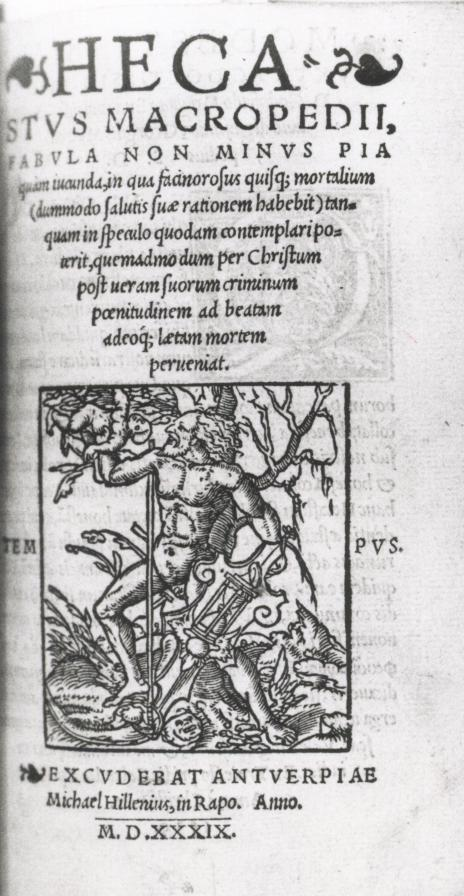
Первое издание Hecastus Макропедия, Михаел Хиллен в г. Антверпен 1539. Университетская библиотека г. Тилбург.

Макропедиус прославился благодаря своим двенадцати пьесам. В Нидерландах и Германии Макропедий был самым продуктивным писателем XVI века.
Andrisca — это комедия о двух хитрых блудницах, которые дерутся со своими мужьями за место хозяина в доме. В конце шестнадцатого века эта же тема получила своё развитие в комедии В. Шекспира «Укрощение строптивой» (The Taming of the Shrew). Bassaurus является настоящим фарсом о вечерии [неизвестный термин] в период поста. Библейскую тематику, а в частности тему возвращения блудного сына, Макропедий затрагивает в своем произведении Asotus. Произведение это было сыграно на сценах Тринити-колледжа в Кембридже и Пражского университета. В 1539 появилась самая успешная драма Макропедия — Hecastus, которая обеспечила ему место среди самых значительных драматургов мира. Она представляет собой свободную обработку голландского произведения Elckerlijc на латинском языке. Главное действующее лицо — Hecastus (что в переводе означает «каждый») — состоятельный молодой человек, наслаждающийся благами жизни. В момент, когда он узнает о своей неизбежной близкой смерти, у него не остается никого из друзей, родственников или просто знакомых, которые были бы готовы помочь ему и отправиться с ним в его последнее путешествие. Это произведение, имевшее большой успех, является шедевром Макропедия. Ещё до окончания шестнадцатого века Hecastus был неоднократно издан, переведен и поставлен на сцене как на латинском, так и на других языках. Истории известны двенадцать независимых изданий, а только немецких переводов этого шедевра — шесть. Один из вышеупомянутых переводов был сделан знаменитым поэтом периода немецкой Реформации, Гансом Заксом. Помимо немецкого, эта пьеса была переведена на датский, нидерландский и шведский. Последний перевод был осуществлен в 1681, через 142 года после первого издания этого произведения. Пьесу несколько раз ставили в Нидерландах. Но большой популярностью она пользовалась прежде всего в Германии. Найдены свидетельства восемнадцати постановок этой пьесы в протестантских частях Германии. Так, пьеса Jedermann (Hecastus в переводе Ганса Закса) ежегодно ставилась в Бамбергском соборе и в городе Зальцбург. В 1552 Макропедий публикует второе издание своей пьесы Hecastus. Авторское предисловие в издании свидетельствует о в той или иной степени вынужденном характере этого поступка: возникли подозрения насчёт взглядов гуманиста Макропедия на Реформацию. Ему в вину ставили симпатии к этому движению.

## Наследие

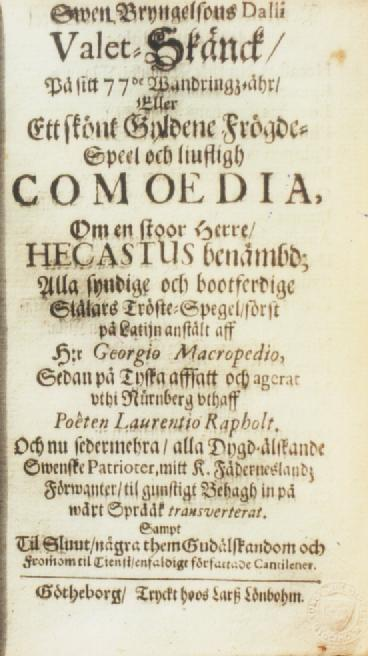
Обложка работы Свена Далиуса в переводе Hecastus на шведский, издана Ларсом Лёнбом в г. Гётенборг. В 1681. Королевская библиотека, Стокгольм.

Успех Макропедия не ограничивался написанием учебников и пьес. Будучи учителем и ректором в латинских школах в Хертогенбосе, Льеже и Утрехте, он был наставником многих, ставших в будущем влиятельными фигурами в церкви и занявших общественные посты, развивавших науку и искусство, личностей. Среди них были такие, как знаток греческого Арнольд Арнелий, языковед Виллем Кантер, преподаватель медицины в Лейденском университете Иоанн Хёрний, географ Герард Меркатор, книгопечатник, пользовавшийся успехом в Италии, Лаврентий Террентин, а также знаменитый врач Иоганн Вейер, который ещё в 1563 пошатнул всеобщую веру в колдовство и нечистую силу, издав книгу против охоты на ведьм.
По крайней мере ещё полвека после своей смерти Макропедий оставался известной личностью и его имя встречалось в литературных сборниках знаменитостей Германской империи. В 1565, через семь лет после его смерти, группа его учеников в память о своем удивительном учителе и наставнике опубликовала сборник стихов: Apotheosis D. Georgii Macropedii. Лишь в семнадцатом веке Макропедий и его труды постепенно начали предаваться забвению. Его пьесы ставились все реже и реже, а книги его уже практически не переиздавались. Кроме того, его пьесы были написаны на латинском, в то время как поэты и писатели Нидерландской Республики с ростом национального самосознания писали на родном нидерландском. Через два века, в конце девятнадцатого столетия, Макропедий был вновь обнаружен учёными Бельгии и Германии. В двадцатом веке были изданы многочисленные книги и статьи, посвященные этому гуманисту, его трудам и наследию. В 1972 американский исследователь Томас В. Бест опубликовал в Нью-Йоркской серии Twayne’s World Authors Series свою книгу о Макропедии. В последние годы в Европе и Америке публикуется все больше и больше книг и статей. Его пьесы переводятся на нидерландский язык и ставятся на сценах различных театров по всей стране. Также появились переводы его драм на английский, а в Интернете можно найти информацию о Макропедии и его наследии.

## Издания
Переводы работ Макропедия на нидерландский язык:
- Aluta: Ян Блумендал и Ян В. Стенбек, Georgius Macropedius Aluta (1535) (Florivallis) Вортхёйзен 1995 (Латинский текст и перевод на нидерландский)
- Adamus: (переводы неизвестны)
- Andrisca: Ф. Лейс, Georgius Macropedius' Andrisca (1537). Пробный перевод и комментарий, (неизданная диссертация Государственного Университета) Гент 1977.
- Asotus: Путтигер, Х. П.M. Georgius Macropedius' Asotus. Ново-латинская драма о блудном сыне. Йорис ван Ланквелт, Ниукоп 1988 (Неймеген)
- Bassarus: Р. К. Энгелбертс, Georgius Macropedius' Bassarus. Текст с введением и переводом, Тилбург 1968 (Утрехт) (Латинский текст и перевод на нидерландский)
- Hecastus: 1. Р. К. Энгелбертс, Hecastus, Утрехт 1945—1947 (неопубликованный машинописный текст) 2. Ф. К. ван де Билт, Hecastus. Радостный спектакль о смерти, Утрехт 1981. (перевод на нидерландский) 3. Б. Версхелде, Georgius Macropedius' Hecastus (1539). Перевод, комментарий, сравнение с Elckerlijc и с Chr. Ischyrius' Homulus (1536), (диссертация Государственного Университета) Гент 1981. 4. Даммер, Р. & Йессинг, Б. Der Jedermann im 16. Jahrhundert. Die Hecastus-Dramen von Georgius Macropedius und Hans Sachs (Walter de Gruyter) Берлин — Нью-Йорк 2007. ISBN 978-3-11-019944-4.
- Hypomone: (переводы неизвестны)
- Jesus Scholasticus: (переводы неизвестны)
- Josephus: Ф. П.T. Слитс, Josephus. Библейская пьеса для чтения набожным и скромным, (неопубликованный перевод Macropedius'Josephus) Венло 1980.
- Lazarus Mendicus: A.Ф.M. Буссерс, Lazarus Mendicus Georgii Macropedii. Латинский текст с переводом на нидерландский, введение и комментарий, Претория 1992 (неизданная диссертация Университета Южной Африки) (Латинский текст и перевод на нидерландский)
- Petriscus: П. Лейс, Petriscus, fabula iucundissima, 1536, Georgius Macropedius. Пробный перевод и комментарий, (неизданный тезис Государственного Университета) Гент 1980.
- Rebelles: Д. Мейер, Rebellen (перевод Rebelles (1535) пьеса для молодёжи). Кроммени 2001.